# Quadrille d'amour (film, 1946)
Pour les articles homonymes, voir Quadrille d'amour.
Pour plus de détails, voir Fiche technique et Distribution.
Quadrille d'amour (Centennial Summer) est un film américain en Technicolor réalisé par Otto Preminger, sorti en 1946.
Le film est une réponse du studio Twentieth Century Fox à l'immense succès remporté, un an plus tôt, par le film musical Le Chant du Missouri de la Metro-Goldwyn-Mayer.

## Synopsis
Dans les années 1870, deux sœurs grandissent dans la ville de Philadelphie. Elles tombent toutes deux amoureuses d'un Parisien qui prépare le pavillon français pour l'Exposition universelle de 1876...

## Fiche technique
- Titre : Quadrille d'amour
- Titre original : Centennial Summer
- Réalisation : Otto Preminger
- Scénario : Michael Kanin d'après un roman de Albert E. Idell
- Production : Otto Preminger et Darryl F. Zanuck producteur exécutif (non crédité)
- Société de production et de distribution : Twentieth Century Fox
- Musique : Jerome Kern
- Direction musicale : Alfred Newman (non crédité)
- Chorégraphe : Dorothy Fox
- Photographie : Ernest Palmer
- Direction artistique : Leland Fuller et Lyle R. Wheeler
- Décors : Thomas Little
- Costumes : René Hubert et Sam Benson
- Montage : Harry Reynolds
- Pays d'origine : États-Unis
- Format : Couleur (Technicolor) - 35 mm - 1,37:1 - Son : Mono
- Genre : Film musical
- Durée : 102 minutes
- Dates de sortie : 
  - États-Unis : 10 juillet 1946 (première à Philadelphie)
  - États-Unis : 17 juillet 1946 (New York)
  - France : 4 août 1950

## Distribution
- Cornel Wilde : Philippe Lascalles
- Linda Darnell : Edith Rogers
- Jeanne Crain : Julia Rogers
- William Eythe : Ben Phelps
- Walter Brennan : Jesse Rogers
- Constance Bennett : Zenia Lascalles
- Dorothy Gish : Mme Rogers
- Barbara Whiting : Susanna Rogers
- Larry Stevens : Richard Lewis Esq
- Kathleen Howard : Deborah
- Buddy Swan : Dudley Rogers
- Charles Dingle : J.P. Snodgrass
- Avon Long : un chanteur

## Distinctions
- Nommé à l'Oscar de la Meilleure adaptation pour un film musical